# Trương Bảo Tử

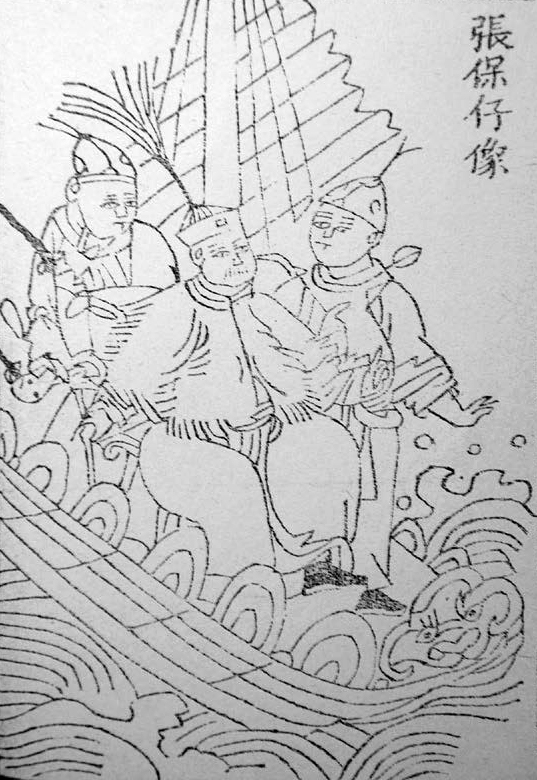
Trương Bảo Tử

Trương Bảo (chữ Hán: 張保; tiếng Trung: 張保 Chang Pao; 1786-1822), còn có các tên khác là Trương Bảo Tử (chữ Hán: 張保仔; tiếng Trung: 張寶仔 Cheung Po Tsai/Chang Pao Tsai, nghĩa là "Trương Bảo bé") là một thủ lĩnh hải tặc Trung Hoa nổi tiếng cuối thế kỷ 18 đầu thế kỷ 19.

## Tiểu sử

Căn cứ hải tặc của Trương Bảo tại đảo Trường Châu, nay thuộc Hồng Kông

Ông vốn là con trai một ngư phủ, đã gia nhập đám hải tặc hồi 15 tuổi, sau khi bị bắt giữ bởi Trịnh Nhất. Trịnh Nhất đã giao phó cho Trương Bảo chỉ huy một chiếc thuyền buồm. Sau cùng, ông ta đã chấp nhận Bảo làm con nuôi. Nhờ đó, trong năm năm, Bảo như một cánh tay nối dài của gia đình kẻ lãnh đạo, đã hoạt động như thành viên thứ cấp của hạm đội hải tặc Hồng Kỳ của Trịnh Nhất.
Năm 1807, chồng chết, góa phụ Trịnh Nhất Tẩu, vợ của Trịnh Nhất, thâu tóm mọi quyền lực về tay mình và trao chức phó thủ lĩnh hạm đội hải tặc Hồng Kỳ cho Trương Bảo.
Nhiệm vụ được phân chia rõ ràng: trong khi Trương Bảo thống lĩnh hạm đội hải tặc tinh nhuệ đi gây chiến thì Trịnh Nhất Tẩu tập trung vào việc kinh doanh, thiết lập chiến lược quân sự và đảm nhận trọng trách tối cao là phát triển "đội quân ngoài vòng pháp luật".
Năm 1810 triều đình nhà Thanh buộc phải chuyển sang chiến thuật mới: chiêu an Trịnh Nhất Tẩu, đề nghị giải thể hạm đội hải tặc Hồng Kỳ, đổi lại triều đình sẽ phong tước và được phép giữ lại toàn bộ của cải. Riêng Trương Bảo được triều đình phong tước Võ quan tam phẩm.
Trương Bảo rút lui về đất liền an hưởng tuổi già cùng Trịnh Nhất Tẩu mở một sòng bạc và chết tại đó năm 1822.